# Fußball-Niedersachsenliga 1999/2000
Die Niedersachsenliga 1999/2000 war die 51. Spielzeit der höchsten Amateurklasse im Niedersächsischen Fußballverband. Sie war eine Ebene unterhalb der viertklassigen Oberliga Niedersachsen/Bremen angesiedelt und wurde in zwei Staffeln ausgetragen. Sieger wurde die zweite Mannschaft von Eintracht Braunschweig.

## Staffel Ost
Die Staffel Ost umfasste die Mannschaften aus den Bezirken Lüneburg und Braunschweig.

### Vereine
Im Vergleich zur Saison 1998/99 war der MTV Gifhorn aus der Oberliga Niedersachsen/Bremen abgestiegen, während die Amateurmannschaft des VfL Wolfsburg aufgestiegen war. Die drei Absteiger hatten die Liga verlassen und wurden durch die vier Aufsteiger Blau-Weiß Bornreihe, TSV Verden, Grün-Weiß Vallstedt und Eintracht Northeim ersetzt.
| Verein                    | Stadt            | Landkreis            | Qualifikation                                   |
| ------------------------- | ---------------- | -------------------- | ----------------------------------------------- |
| MTV Gifhorn               | Gifhorn          | Gifhorn              | Absteiger aus der Oberliga Niedersachsen/Bremen |
| TuS Heeslingen            | Heeslingen       | Rotenburg (Wümme)    | 2. Platz 1998/99                                |
| Braunschweiger SV 22      | Braunschweig     |                      | 3. Platz 1998/99                                |
| TSV Holtensen             | Göttingen        | Göttingen            | 4. Platz 1998/99                                |
| Eintracht Braunschweig II | Braunschweig     |                      | 5. Platz 1998/99                                |
| SC Weende                 | Göttingen        | Göttingen            | 6. Platz 1998/99                                |
| Goslarer SC 08            | Goslar           | Goslar               | 7. Platz 1998/99                                |
| VfR Osterode 08           | Osterode am Harz | Osterode am Harz     | 8. Platz 1998/99                                |
| Germania Walsrode         | Walsrode         | Soltau-Fallingbostel | 9. Platz 1998/99                                |
| TSV Sievern               | Langen           | Cuxhaven             | 10. Platz 1998/99                               |
| TuS Bodenteich            | Bad Bodenteich   | Uelzen               | 11. Platz 1998/99                               |
| TuSpo Petershütte         | Osterode am Harz | Osterode am Harz     | 12. Platz 1998/99                               |
| Blau-Weiß Bornreihe       | Vollersode       | Osterholz            | Aufsteiger aus der Landesliga Lüneburg          |
| TSV Verden                | Verden (Aller)   | Verden               | Aufsteiger aus der Landesliga Lüneburg          |
| Eintracht Northeim        | Northeim         | Northeim             | Aufsteiger aus der Landesliga Braunschweig      |
| Grün-Weiß Vallstedt       | Vechelde         | Peine                | Aufsteiger aus der Landesliga Braunschweig      |

### Saisonverlauf
Den Staffelsieg sicherte sich die zweite Mannschaft von Eintracht Braunschweig. Sie nahm an der Aufstiegsrunde zur Oberliga Niedersachsen/Bremen teil, konnte sich dort aber nicht durchsetzen. Die Mannschaften auf den fünf letzten Plätzen mussten absteigen.

### Tabelle
| Pl.               | Verein                    | Sp. | S  | U | N  | Tore    | Diff. | Punkte |
| ----------------- | ------------------------- | --- | -- | - | -- | ------- | ----- | ------ |
| 1.                | Eintracht Braunschweig II | 30  | 19 | 5 | 6  | 077:390 | +38   | 62     |
| 2.                | TuSpo Petershütte         | 30  | 18 | 6 | 6  | 077:470 | +30   | 60     |
| 3.                | Goslarer SC 08            | 30  | 18 | 5 | 7  | 064:300 | +34   | 59     |
| 4.                | MTV Gifhorn (A)           | 30  | 16 | 5 | 9  | 055:420 | +13   | 53     |
| 5.                | VfR Osterode 08           | 30  | 13 | 7 | 10 | 051:420 | +9    | 46     |
| 6.                | TuS Bodenteich            | 30  | 13 | 6 | 11 | 064:590 | +5    | 45     |
| 7.                | TuS Heeslingen            | 30  | 13 | 6 | 11 | 066:620 | +4    | 45     |
| 8.                | TSV Verden (N)            | 30  | 12 | 8 | 10 | 069:530 | +16   | 44     |
| 9.                | TSV Sievern               | 30  | 12 | 7 | 11 | 051:550 | −4    | 43     |
| 10.               | Germania Walsrode         | 30  | 11 | 6 | 13 | 036:510 | −15   | 39     |
| 11.               | Blau-Weiß Bornreihe (N)   | 30  | 11 | 5 | 14 | 056:700 | −14   | 38     |
| 12.               | SC Weende                 | 30  | 10 | 7 | 13 | 047:550 | −8    | 37     |
| 13.               | TSV Holtensen             | 30  | 8  | 9 | 13 | 051:600 | −9    | 33     |
| 14.               | Braunschweiger SV 22      | 30  | 8  | 6 | 16 | 051:670 | −16   | 30     |
| 15.               | Eintracht Northeim (N)    | 30  | 6  | 7 | 17 | 039:630 | −24   | 25     |
| 16.               | Grün-Weiß Vallstedt (N)   | 30  | 3  | 3 | 24 | 044:103 | −59   | 12     |
| Stand: Saisonende |                           |     |    |   |    |         |       |        |

| (A) | Absteiger aus der Oberliga Niedersachsen/Bremen 1998/99 |
| (N) | Aufsteiger aus der Landesliga Niedersachsen 1998/99     |

## Staffel West
Die Staffel West umfasste die Mannschaften aus den Bezirken Hannover und Weser-Ems.

### Vereine
Im Vergleich zur Saison 1998/99 war der SV Atlas Delmenhorst aus der Oberliga Niedersachsen/Bremen abgestiegen, während der FC Schüttorf 09 aufgestiegen war. Die vier Absteiger hatten die Liga verlassen und wurden durch die drei Aufsteiger TuRa Grönenberg Melle, SV Holthausen-Biene und VfL Bückeburg ersetzt.
| Verein                    | Stadt            | Landkreis           | Qualifikation                                   |
| ------------------------- | ---------------- | ------------------- | ----------------------------------------------- |
| Delmenhorster SC          | Delmenhorst      |                     | Absteiger aus der Oberliga Niedersachsen/Bremen |
| SpVg Aurich               | Aurich           | Aurich              | 2. Platz 1998/99                                |
| VfV Hildesheim            | Hildesheim       | Hildesheim          | 3. Platz 1998/99                                |
| VfL Osnabrück II          | Osnabrück        |                     | 4. Platz 1998/99                                |
| SV Wehrstedt 65           | Bad Salzdetfurth | Hildesheim          | 5. Platz 1998/99                                |
| SC Spelle-Venhaus         | Spelle           | Emsland             | 6. Platz 1998/99                                |
| SV Bad Rothenfelde        | Bad Rothenfelde  | Osnabrück           | 7. Platz 1998/99                                |
| Vorwärts Nordhorn         | Nordhorn         | Grafschaft Bentheim | 8. Platz 1998/99                                |
| TuS Esens                 | Esens            | Wittmund            | 9. Platz 1998/99                                |
| Niedersachsen Döhren      | Hannover         |                     | 10. Platz 1998/99                               |
| SC Langenhagen            | Langenhagen      | Hannover            | 11. Platz 1998/99                               |
| Hannover 96 Amateure      | Hannover         |                     | 12. Platz 1998/99                               |
| SV Ramlingen/Ehlershausen | Burgdorf         | Hannover            | 13. Platz 1998/99                               |
| TuRa Grönenberg Melle     | Melle            | Osnabrück           | Aufsteiger aus der Landesliga Weser-Ems         |
| SV Holthausen-Biene       | Lingen (Ems)     | Emsland             | Aufsteiger aus der Landesliga Weser-Ems         |
| VfL Bückeburg             | Bückeburg        | Schaumburg          | Aufsteiger aus der Landesliga Hannover          |

### Saisonverlauf
Den Staffelsieg sicherte sich die Amateurmannschaft von Hannover 96. Sie nahm an der Aufstiegsrunde zur Oberliga Niedersachsen/Bremen teil und setzte sich dort durch. Die Mannschaften auf den beiden letzten Plätzen mussten absteigen. Atlas Delmenhorst änderte seinen Namen im Oktober 1999 in Delmenhorster SC.

### Tabelle
| Pl.               | Verein                    | Sp. | S  | U | N  | Tore    | Diff. | Punkte |
| ----------------- | ------------------------- | --- | -- | - | -- | ------- | ----- | ------ |
| 1.                | Hannover 96 Amateure      | 30  | 24 | 5 | 1  | 073:900 | +64   | 77     |
| 2.                | SC Langenhagen            | 30  | 17 | 8 | 5  | 064:360 | +28   | 59     |
| 3.                | VfL Bückeburg (N)         | 30  | 16 | 5 | 9  | 068:460 | +22   | 53     |
| 4.                | SpVg Aurich               | 30  | 16 | 4 | 10 | 066:460 | +20   | 52     |
| 5.                | VfL Osnabrück II          | 30  | 14 | 6 | 10 | 057:430 | +14   | 48     |
| 6.                | Delmenhorster SC (A)      | 30  | 13 | 7 | 10 | 046:430 | +3    | 46     |
| 7.                | VfV Hildesheim            | 30  | 13 | 6 | 11 | 072:620 | +10   | 45     |
| 8.                | SV Ramlingen/Ehlershausen | 30  | 13 | 5 | 12 | 058:480 | +10   | 44     |
| 9.                | SV Wehrstedt 65           | 30  | 14 | 2 | 14 | 045:460 | −1    | 44     |
| 10.               | Vorwärts Nordhorn         | 30  | 13 | 4 | 13 | 046:550 | −9    | 43     |
| 11.               | SC Spelle-Venhaus         | 30  | 11 | 8 | 11 | 060:540 | +6    | 41     |
| 12.               | SV Holthausen-Biene (N)   | 30  | 10 | 7 | 13 | 047:510 | −4    | 37     |
| 13.               | TuS Esens                 | 30  | 8  | 7 | 15 | 044:730 | −29   | 31     |
| 14.               | SV Bad Rothenfelde        | 30  | 7  | 7 | 16 | 040:540 | −14   | 28     |
| 15.               | TuRa Grönenberg Melle (N) | 30  | 4  | 4 | 22 | 031:750 | −44   | 16     |
| 16.               | Niedersachsen Döhren      | 30  | 2  | 5 | 23 | 024:100 | −76   | 11     |
| Stand: Saisonende |                           |     |    |   |    |         |       |        |

| (A) | Absteiger aus der Oberliga Niedersachsen/Bremen 1998/99 |
| (N) | Aufsteiger aus der Landesliga Niedersachsen 1998/99     |

## Endspiel um die Meisterschaft
Im Endspiel um die Niedersachsen-Meisterschaft setzte sich die zweite Mannschaft von Eintracht Braunschweig gegen die Amateurmannschaft von Hannover 96 mit 2:1 durch.